# Beauvau (Maine-et-Loire)
Beauvau korábbi község Franciaország Loire mente régiójában, Maine-et-Loire megyében. 2016. január 1-jén három másik korábbi községgel egyesült és Jarzé Villages új község része lett.
Lakosainak száma 294 fő (2018. január 1.). Beauvau Cheviré-le-Rouge, Durtal és Marcé községekkel határos.

## Népesség
A település népességének változása:
| Lakosok száma | 223  | 222  | 176  | 196  | 209  | 250  | 249  | 266  | 293  | 294  |
|               | 1962 | 1968 | 1982 | 1990 | 1999 | 2008 | 2011 | 2013 | 2017 | 2018 |